# Urville-Nacqueville
Urville-Nacqueville is een voormalige gemeente in het Franse departement Manche in de regio Normandië.

## Geschiedenis
De gemeente is op 1 januari 1964 ontstaan door de fusie van de gemeenten Nacqueville en Urville-Hague en maakte deel uit van het kanton Beaumont-Hague tot dit op 22 maart 2015 werd opgeheven en de gemeenten opgingen in het op die dag opgerichte kanton La Hague, dat verder alleen het aan Urville-Nacqueville grenzende Querqueville omvatte. Op 1 januari 2017 fuseerden de gemeenten van het voormalige kanton tot de huidige commune nouvelle La Hague.

## Geografie
De oppervlakte van Urville-Nacqueville bedraagt 11,6 km², de bevolkingsdichtheid is 193,5 inwoners per km².
De onderstaande kaart toont de ligging van Urville-Nacqueville met de belangrijkste infrastructuur en aangrenzende gemeenten.

## Demografie
Onderstaande figuur toont het verloop van het inwonertal (bron: INSEE-tellingen).